# Guci (Godong)
Guci is een bestuurslaag in het regentschap Grobogan van de provincie Midden-Java, Indonesië. Guci telt 1779 inwoners (volkstelling 2010).